# 정물화

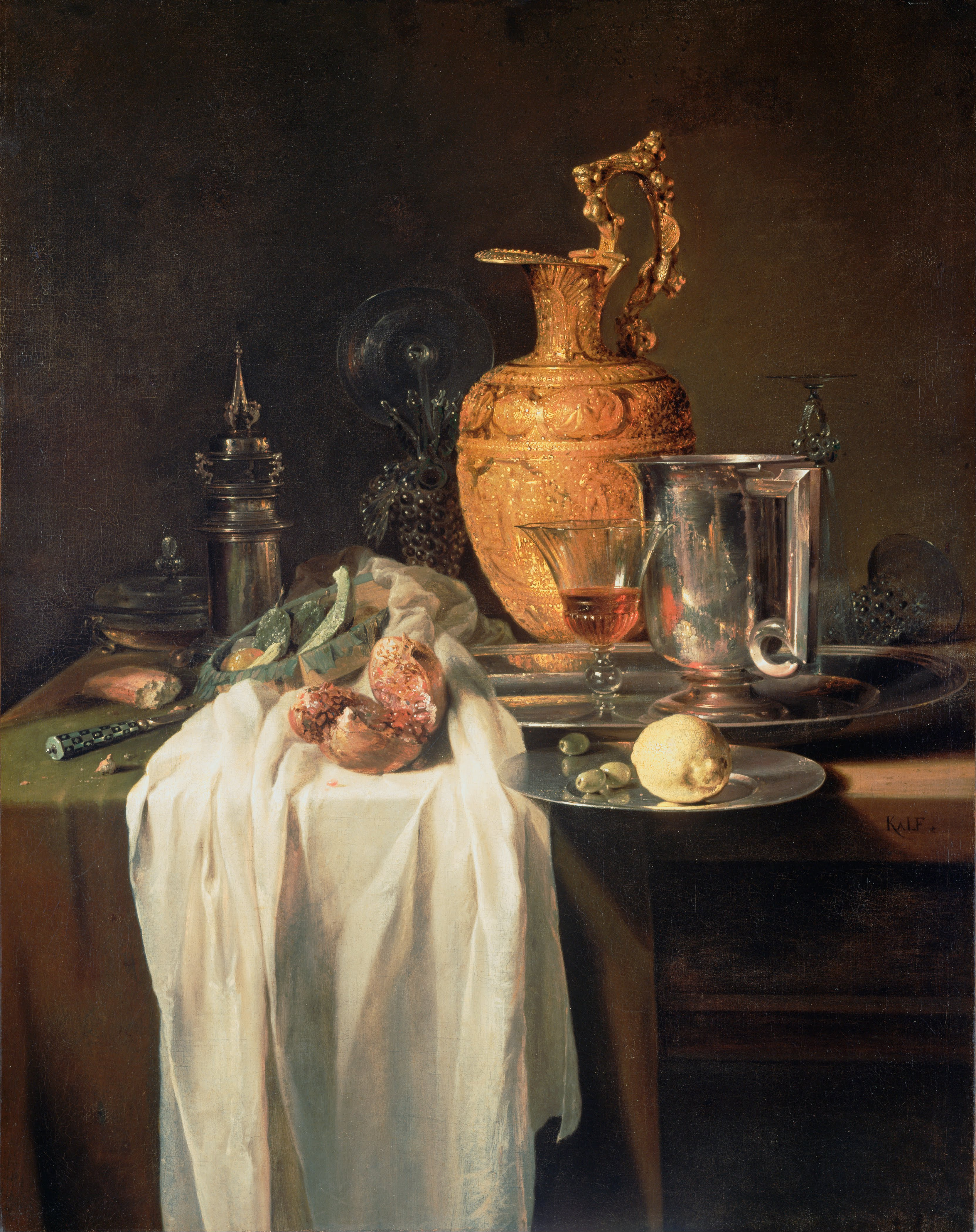

정물화(靜物畵)란 그림의 표현 대상에 따라 구분하는 미술의 한 유형이다. 한국어의 정물화라는 단어는 영어(Still life)와 독일어(독일어: Stilleben)의 뜻을 따온 것이다.

## 정의
프랑스어의 과장된 이름에서 짐작할 수 있듯이 정물화란 자연적 환경과는 동떨어진 장소에 스스로는 움직이지 않는 소재(무정물; object)를 화가의 미적 시각에 따라 화폭에 담는 그림의 한 형태이다. 정물화에 등장하는 일상에서 흔히 보게 되는 아주 흔한 물건들은 과일, 꽃, 채소, 도자기, 유리잔, 식기, 물고기나 새, 책상보와 커튼 등이며, 경우에 따라서는 개나 사람과 같은 살아 있는 대상이 정물화의 배경에 들어가기도 한다.

## 정물화의 탄생
르네상스가 종말을 맞이할 즈음, 미술시장은 귀족과 고위 성직자뿐만 아니라 부유한 부르주아지와 떠오르는 상인계급을 포함 할 정도로 확장되었다. 이러한 변화는 새로운 주제를 도입하는 기회가 되었다. 인간의 존재는 배제한 채, 생명이 없는 사물만을 그리는 것이 독자적인 주제가 되었다. 이 장르는 재능있는 전문가들의 작품으로 인해 그 자체의 위엄을 갖추게 되었고, 곧 새로운 의뢰인들의 인기를 얻게 되었다.
이 당시 정물화 장르는 유럽전반, 특히 북유럽 국가에서 두드러지게 발전했다.

## 대표적 화가
- 시메옹 샤르댕

## 같이 보기
- 바니타스화
- 스틸 사진